# Sam-Ouandja
Sam-Ouandja (auch Ouandja, jedoch nicht zu verwechseln mit dem etwas nordwestlich gelegenen Ouandja in Vakaga) ist eine Kleinstadt in der Präfektur Haute-Kotto im Nordosten der Zentralafrikanischen Republik. Sam-Ouandja liegt in der Unterpräfektur Ouadda und hatte 2011 in etwa 25.000 Einwohner.

## Lage und Verkehr
Sam-Ouandja liegt auf einer Höhe von etwa 785 m an einem Zufluss zum Kotto, der weiter südlich an der Grenze zur Demokratischen Republik Kongo in den Ubangi mündet. Die Stadt liegt nahe den Grenzen zum Sudan (umstrittenes Gebiet Kafia Kingi) und Südsudan und unweit des Bongo-Massivs.
Die Stadt ist über kleinere Straßen mit zwei Orten verbunden, die jeweils an der Route Nationale 5 liegen: im Südwesten liegt Ouadda, die Hauptstadt der Unterpräfektur, in der auch Sam-Ouandja liegt, im Nordwesten liegt Ouanda Djallé. Obwohl alle Brücken eingestürzt sind, sind diese Straßen in der Trockenzeit mit Allradantrieb recht gut zu befahren, in der Regenzeit ist es jedoch unmöglich, sodass die Stadt in dieser Zeit nicht auf dem Landweg erreichbar ist. Über die RN 5 ist die Stadt theoretisch an den Rest des Landes angebunden, jedoch ist das Reisen über Land aufgrund der Sicherheitslage gefährlich.
Am Südwestrand der Stadt liegt eine Landepiste, die nicht im regulären Flugverkehr angeflogen wird, von Hilfsorganisationen aber angesteuert wird.

## Landwirtschaft und Rohstoffe
Die Bevölkerung lebt größtenteils von Subsistenzlandwirtschaft, Viehhaltung, Fischfang und Jagd. In der Nähe von Sam-Ouandja gibt es Diamanten-Vorkommen, die im artisanalen Bergbau abgebaut werden.

## Gesundheit
Eine Krankenstation mit 12 Betten bietet eine rudimentäre medizinische Versorgung. Sie wird von Nichtregierungsorganisationen und von der WHO unterstützt. Es fehlt jedoch auch an grundlegenden Medikamenten. Die größte Sterblichkeit verursacht Malaria, aber auch Krankheiten des Atmungssystems, Durchfall und Tuberkulose fordern Opfer.

## Bürgerkrieg
Die besondere Bedeutung von Sam-Ouandja im Zentralafrikanischen Bürgerkrieg besteht darin, dass die Stadt als Drehscheibe für Waffenschmuggel in die Zentralafrikanische Republik fungiert.
Sam-Ouandja wurde 2006 von der Rebellengruppe Union des forces démocratiques pour le rassemblement (UFDR) erobert.
Mitte 2007 kamen 2650 Flüchtlinge aus Süd-Darfur in Sam-Ouandja an, die sich nach Angriffen des Militärs auf ihre Dörfer auf die Flucht gemacht hatten. Im Juni 2007 schloss die UFDR mit der Regierung Frieden und kontrollierte darauf zusammen mit staatlichen Kräften Sam-Ouandja. Konkurrierende Rebellengruppen griffen die Stadt ab und zu an, die Bevölkerung floh in diesen Fällen in den Busch.
Ende 2009 wurde berichtet, dass etwa 100 Mitglieder der UFDR in Sam-Ouandja stationiert waren.
Um 2012 war die Lord’s Resistance Army (LRA) um Sam-Ouandja aktiv.
Seit November 2017 gibt es keine Kräfte der MINUSCA mehr vor Ort.
Ende 2019 und Anfang 2020 kam es bei Sam-Ouandja zu Zusammenstößen zwischen bewaffneten Gruppen; es starben viele Personen.
Ende April 2021 wurde berichtet, dass sich die bewaffneten Kräfte der Gruppe Wagner, die die Armee militärisch unterstützt, von Yalinga aus auf den Weg nach Sam-Ouandja machen würde.